# Covadonga Romero Rodríguez
Covadonga Romero Rodríguez (Bo, Ayer, Astúries, 8 de setembre de 1917 - Oviedo, 27 de juny de 2018) va ser una escultora i pintora  espanyola, vinculada a l'avantguarda artística asturiana del segle xx.

## Biografia
Covadonga Romero Rodríguez va néixer en una família interessada per l'art. El seu pare, metge, tenia afició al dibuix i a la pintura. Va començar els estudis artístics a l'Escola d'Arts Aplicades d'Oviedo, on va tenir com a professors entre d'altres a Víctor Hevia Granda i Mariano Monedero del Río. Des dels seus inicis va treballar modelant el fang. Va estudiar dibuix artístic, modelat i buidat, vidriera artística i ceràmica i durant els cursos 1946 a 1949 va obtenir el premi Macián. Feia el modelatge i buidatge de les seves escultures utilitzant el procediment de treball que havia après amb Víctor Hevia, però prescindia de l'esbós previ.
Va exposar per primera vegada el 1949, i des de llavors ho va fer en diverses exposicions individuals i col·lectives, com les fetes conjuntament amb el seu marit, el pintor Ruperto Caravia, a la Caixa d'Estalvis d'Astúries, així com a la Sala Noguera, dues a Oviedo, els anys 1976 i 1983.
El 1958 participa en el grup «Homenatge a Tamayo», amb Jacinto Melcón, Jorge Valdés i Ruperto Caravia, el seu marit, amb el qual exposa (1964) a Oviedo, Gijón i Avilés.
Els materials amb què treballa les seves escultures són bronze, marbre, fusta, ciment i matèries plàstiques. Va combinar la seva activitat d'escultora amb la pintura de paisatges, tant aquarel·les com olis. Entre les seves obres, destaca l'escultura urbana coneguda com a Bust del Pare Vinjoy, per a la Fundació que porta el seu nom. Altres obres notables són:Retrato de mi hija, Joven turista, Muchacha triste, Rupertín (retrat del seu fill), els busts de Asunción Álvarez Santander, de José María Velasco i de José García de la Noceda. És també autora d'un retrat de Severo Ochoa i la seva esposa, que està exposat en el Museu Jovellanos de Gijón, i de la imatge El Salvador, que surt de la Catedral d'Oviedo per a la processó de Setmana Santa.
El setembre de 2004, el Govern asturià va concedir la Medalla d'Astúries, en la seva categoria de plata «a les dones artistes de la plàstica contemporània asturiana» i, en la seva representació a un grup de dones artistes, entre les quals hi havia Covadonga Romero. Les altres artistes que van rebre amb ella la medalla van ser: Rosario Areces González, Amparo Cores Uría, Mercedes Gómez Morán, Blanca Meruéndano Cantalapiedra, Maruja Moutas Merás i Pepa Osorio, Ordóñez, Rosario Areces González i Amparo Cores Uría.
Covandonga Romero i Ruperto Caravia van tenir dos fills: Elena, dedicada a la restauració i Ruperto, que va ser un dels descobridors de la cova de Tito Bustillo, que conté pintures rupestres del Paleolític.